# Caso Purga
El caso Purga es como mediáticamente se denomina a un proceso judicial penal en Ecuador dentro del cual la Fiscalía General del Estado ha formulado cargos en contra de varios funcionarios públicos y operadores de Justicia, pretende probar los nexos entre la política, la justicia y el narcotráfico.
“El Caso Purga es una demostración de cómo la corrupción se generaba desde las más altas esferas de la política legislativa, que ponía a su servicio y, obviamente, al del narcotráfico, la administración de justicia en una de las provincias más influyentes del país, Guayas, por medio de la cual economías criminales habían encontrado un vehículo de operación muy rentable para que campee la impunidad”, aseguró la Fiscal General del Ecuador, Diana Salazar.
La fase de instrucción fiscal abarca un período de 90 días en el proceso penal vinculado al delito de delincuencia organizada dentro del caso Purga, se inició el  5 de marzo de 2024. Durante esta etapa, se emitieron órdenes de prisión preventiva para ocho de los involucrados, tres enfrentan medidas de presentación periódica con prohibición de salir del país. Además, una persona quedó sujeta a arresto domiciliario. El caso Purga se inicia con un expediente fiscal que consta de 490 cuerpos.

## Antecedentes
El 4 de marzo de 2024, la Corte Nacional de Justicia fue escenario de una trascendental audiencia de formulación de cargos relacionada con el caso Purga, que implicaba a 12 individuos acusados de delincuencia organizada. Encabezando esta sesión se encontraba el juez de la Corte Nacional de Justicia, Javier de la Cadena, quien, en su papel crucial, evaluó el pedido de la Fiscalía para determinar las medidas cautelares apropiadas para los procesados. El caso tomó un giro inesperado cuando, tras una extensa y minuciosa audiencia que se prolongó desde las 21:00 del 4 de marzo hasta la madrugada del siguiente día, el magistrado decidió dictar prisión preventiva para 11 de los 12 acusados, mientras que uno de ellos, debido a su avanzada edad, recibió la alternativa del arresto domiciliario. En los 43 allanamientos realizados dentro del caso Purga, la Fiscalía incautó celulares, laptops, dispositivos de almacenamiento de información, licores, joyas y dinero en efectivo. Los operativos se dieron en las provincias de Guayas y Pichincha.
Dentro de los nombres que resonaron en la sala de la Corte Nacional de Justicia durante esa jornada se encontraban destacadas figuras, como el exasambleísta socialcristiano Pablo Muentes y la expresidenta de la Corte Provincial de Justicia de Guayas, Fabiola Gallardo. Ambos fueron señalados como parte de la presunta trama de delincuencia organizada. Este importante proceso judicial se caracterizó por su complejidad y la gravedad de los delitos imputados, lo que generó un interés significativo tanto en la opinión pública como en los círculos políticos y judiciales del país.
La audiencia, que se prolongó hasta altas horas de la madrugada, fue suspendida y retomada más tarde, evidenciando la complejidad y el detallado análisis que el juez De la Cadena aplicó en la evaluación de cada caso. La determinación de las medidas cautelares no solo impactó en la vida de los procesados, sino que también generó debates y discusiones en torno a la aplicación de la justicia en casos de esta envergadura, marcando así un capítulo relevante en la historia judicial del país.

## Implicados en la trama de corrupción

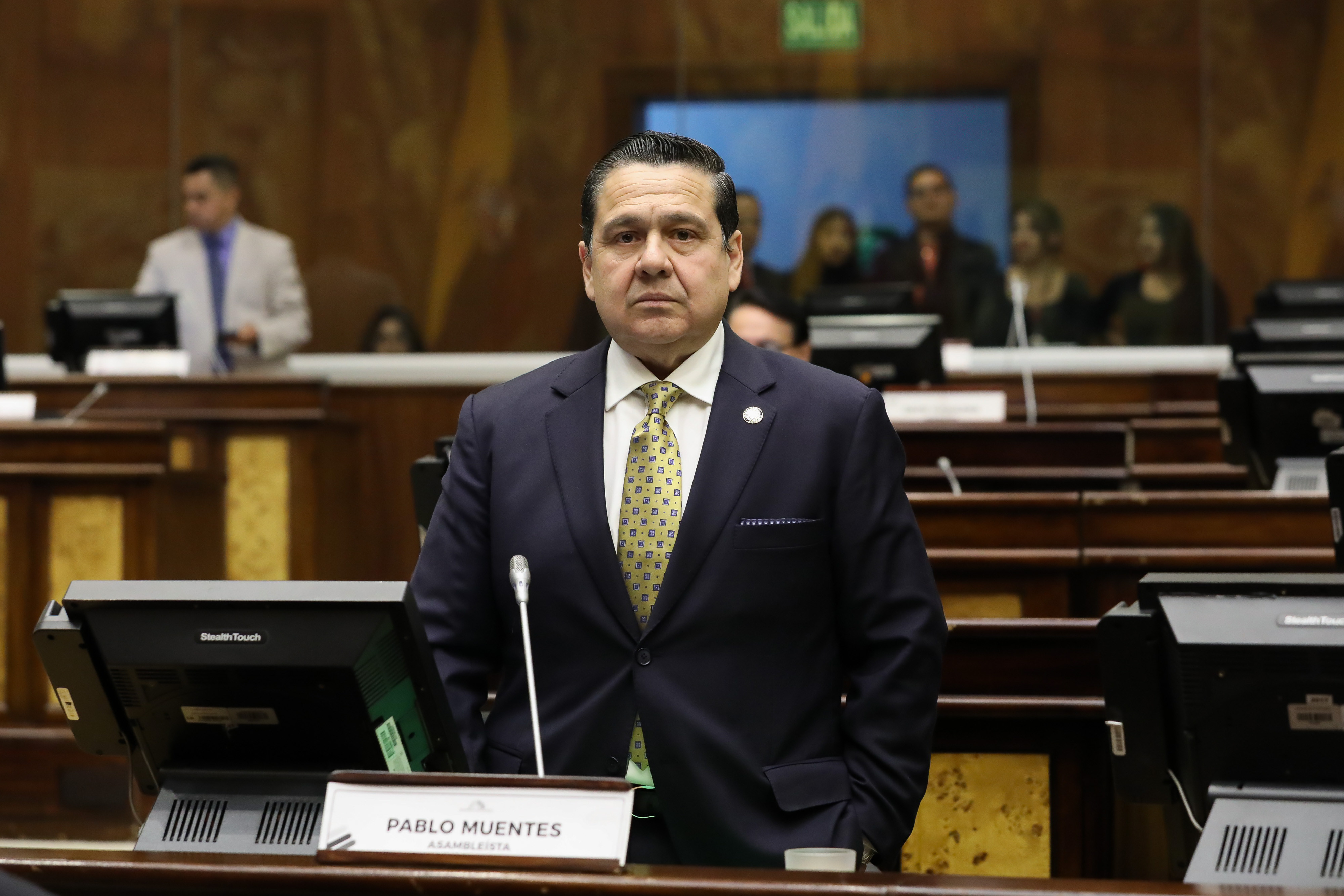
Pablo Muentes, exasambleísta detenido a causa del Caso Purga.

El Caso Purga se vislumbra una trama de corrupción que involucra a figuras del ámbito legal. Este informe desentraña las conexiones y actividades que apuntan hacia una red de corrupción que ha permeado distintos niveles del sistema judicial.
1. María Fabiola Gallardo Ramia (Expresidenta de la Corte Provincial de Justicia de Guayas).[11] Detenida por presunta delincuencia organizada. Gallardo falló a favor de la acción de protección presentada por el Cuerpo de Ingenieros del Ejército en contra de la Empresa de Obras Públicas de Quito, por un contrato de USD 30 millones, lo hizo a cambio de la remodelación del piso de la presidencia de la Corte.[12]
2. Johan Gustavo Marfetán Medina (Juez de la Corte Provincial de Justicia de Guayas).[13] Líder de una organización delincuencial, manipuló la justicia mediante un habeas data. En 2015 fue suspendido por revocar una sentencia condenatoria en un caso de sicariato. Su nombre aparece en los chats del narcotraficante Leandro Norero y sus abogados. Investigado por presuntamente haber recibido sobornos por un total de $140,000 para emitir dictámenes favorables a la madre y hermano del narcotraficante Leandro Norero.[14]
3. Pablo Bolívar Muentes Alarcón (Exasambleísta del Partido Social Cristiano)[15] Mantenía el control de la administración de justicia en Guayas y dirigía esta red de delincuencia organizada.[16] Habría financiado la campaña y la operatividad de Fabiola Gallardo, expresidenta de la Corte Provincial de Justicia de Guayas.[16] Habría usado su cercanía con Gallardo para beneficiarse con un fallo judicial que le permitió a él y a su esposa obtener una indemnización de USD 3,9 millones del Banco del Pacífico. Habría usado recibos falsificados y adulterados.[17]
4. Mónica Alvarado Vargas (esposa de Pablo Muentes)[18] se habría beneficiado de los fallos judiciales que consiguió su pareja para que se le validen comprobantes de pago falsos y adulterados, con los que justificó una deuda por USD 314 mil al Banco del Pacífico.[16]
5. Reinaldo Efraín Cevallos Cercado (Juez de la Sala Penal de la Corte Provincial de Justicia de Guayas)[19] Ordenó al Banco del Pacífico que le pagara la suma de 3,9 millones de dólares a Pablo Muentes en un recurso de habeas data. En 2014, fue investigado por el hallazgo de armas de grueso calibre en su vivienda, generando un proceso disciplinario. En 2021, lideró la investigación del asesinato del presentador Efraín Ruales, llamando a juicio a siete personas por el crimen.[14]
6. Hugo Manuel González Alarcón (Actual presidente de la Corte Provincial de Justicia de Guayas).[20] En enero de 2024, asumió el cargo en sustitución de Fabiola Gallardo. La Fiscalía sostiene que colaboró con Mayra Salazar en la "campaña" para la presidencia de la Corte, centrándose en la propuesta del "timbre electrónico".[16]
7. Mercedes Leonor Villarreal Vera (Directora Provincial del Consejo de la Judicatura del Guayas).[21] Colaboró en archivar sumarios administrativos contra Fabiola Gallardo y participó en la introducción del "timbre electrónico" en la elección de Hugo González.[16]
8. Ruth Catalina Solano Padilla (Procuradora judicial del Cuerpo de Ingenieros del Ejército)[22] fue quien planteó la acción de protección contra la EPMOP. Hizo una transferencia de USD 1.400 a Marya Salazar para la remodelación del piso de la Presidencia de la Corte.[16]
9. Fausto Alfonso Mero Zambrano (Asesor de Mercedes Leonor Villarreal).[21] habría participado en el archivo de sumarios administrativos en contra de Gallardo.[16]
10. Mayra Salazar Merchán (Comunicadora, con amplio poder en la justicia de Guayas).[23] Fue una de las parejas sentimentales del narcotraficante Leandro Norero, manejaba cuentas "troll" que usaba en favor Pablo Muentes le pedía.[24] En una chat con Daniel Salcedo, procesado en el caso Metástasis, se le pide difundir un video sobre el asesinato de Fernando Villavicencio, en el que supuestos miembros de Los Lobos desmienten conexiones con el crimen.
11. Nelson Mecías Ponce Murillo (Juez de la Sala Especializada de Familia, Mujer, Niñez, y Adolescencia y Adolescentes Infractores.)[19]
12. Ramos Alberto Lino Tumbaco (Juez de la Corte Provincial de Justicia de Guayas).[19] Votó a favor para ratificar la inocencia de Abdalá y Michell Bucaram Puley y de Gabriela Pazmiño en el caso de corrupción hospitalaria. Tramitó apelación de los sentenciados por el asesinato de Efrain Ruales, luego se excuso de continuar.[14]
13. Pedro Guillermo Valarezo Coello (Juez de la Corte Provincial de Justicia de Guayas).[19] Integró la sala penal que revocó habeas corpus a favor del narcotraficante Junior Roldán (excabecilla de los choneros).[19] Fue parte del tribunal que falló a favor del Cuerpo de Ingenieros del Ejército en su disputa legal contra la EPMOP, lo que resultó en la renovación del piso de la oficina de Gallardo.[16]
14. Henry Robert Taylor Terán (Juez de la Corte Provincial de Justicia de Guayas). Integró el tribunal que favoreció al Cuerpo de Ingenieros del Ejército en su causa contra la EPMOP, por la que Gallardo recibió la remodelación del piso de su oficina.[16]
15. Pedro Moreira (exjuez de Garantías Penitenciarias), por conceder arresto domiciliario a Junior Roldán, líder de Los Choneros.[25][26]
16. Andersson Boscán (Periodista).[27] aparece en los chats del narcotraficante Leandro Norero.[28]
17. Claudia Garzón  (excomisionada de la pacificación de las cárceles durante el gobierno de Guillermo Lasso).[27]
18. Yanina Villagómez (Fiscal provincial del Guayas).[27] Villagómez vinculada en el caso Metástasis debe responder sobre su aparente cercanía con Xavier Novillo, alias Novi, uno de los abogados del narcotraficante Leandro Norero. Fue llamada a rendir versión en el caso Purga.[29]
19. Elcy Rumania Celi Loaiza[30] (Exvocal de la Judicatura).[31] Aparece en los chats de Mayra Salazar.[32]

## Prisión Preventiva
En una jornada judicial cargada de tensiones, el magistrado Javier de la Cadena dictó prisión preventiva contra dos figuras prominentes: Fabiola Gallardo, expresidenta de la Corte Provincial de Justicia de Guayas, y el juez Johan Marfetán. Ambos enfrentan acusaciones de liderar una red de delincuencia organizada en el caso Purga, según la Fiscalía. Este veredicto marcó un hito en el proceso legal que se desarrolló el 5 de marzo de 2024 a las 8:00. No obstante, el caso también reveló una situación particular con Pablo Muentes, exasambleísta socialcristiano, quien alegó depresión para evitar la prisión preventiva. A pesar de la presentación de certificados médicos que mencionaban trastornos depresivos, ansiedad e hipertensión arterial, el juez desestimó estos argumentos, subrayando que no se configuraban como casos especiales contemplados en el Código Penal.
Tras un receso de más de 10 horas, el juez de la Corte Nacional de Justicia, Javier de la Cadena, retomó la audiencia de formulación de cargos contra los 12 detenidos en el caso Purga. La llegada de los aprehendidos, custodiados bajo un fuerte resguardo policial, coincidió con la entrada de la fiscal General, Diana Salazar, quien portaba un chaleco antibalas. Durante esta fase crucial, el magistrado analizó el pedido de la Fiscalía, contemplando la imposición de prisión preventiva para la mayoría de los detenidos y arresto domiciliario para el juez Bernardo Cevallos, argumentando su edad avanzada, superando los 70 años. Este momento destacado en la audiencia reflejó la complejidad y la meticulosidad con la que se abordaron las decisiones judiciales.
Luego de escuchar los alegatos de los abogados de los procesados, el juez Javier de la Cadena se retiró de la sala para deliberar sobre el pedido de prisión preventiva de la fiscal Diana Salazar. La audiencia, inicialmente programada para reinstalarse a las 16:00, sufrió un aplazamiento y finalmente se reanudaría a las 18:00. Este episodio prolongado subrayó la importancia y la sensibilidad del proceso judicial, manteniendo en vilo a la opinión pública y generando expectativas en torno a las decisiones judiciales que definirían el destino de los implicados en el caso Purga.
Ante la emergencia en la Corte de Guayas, en rueda de prensa el 8 de marzo de 2024, Álvaro Román, presidente del Consejo de la Judicatura, Solanda Goyes, vocal del Consejo de la Judicatura, y Ana María Ayala, directora provincial del Guayas, explicaron que se nombrarán a nuevos jueces de la Sala Penal. A los 7 jueces aprehendidos por caso Purga se les retuvieron sus sueldo, los valores de los salarios de siete magistrados se mantendrá hasta que haya alguna resolución.

## La Red de Intrigas Judiciales

### Elcy Celi Loaiza emerge en el caso Purga como una figura central
Vinculada estrechamente a presuntas irregularidades dentro del sistema judicial ecuatoriano. Su mención en las conversaciones entre Mayra Salazar. y el juez penal Guillermo Valarezo Coello revela su presencia en momentos críticos del proceso. La solicitud de Fabiola Gallardo. para que Celi se una a la discusión sugiere su posible influencia o participación en los acontecimientos relacionados con el caso, generando una atmósfera de tensión y preocupación. Además, las declaraciones de Salazar apuntan directamente a Celi como una de las principales operadoras en el esquema de corrupción, destacando su papel como exvocal suplente del Consejo de la Judicatura. Su renuncia justo antes del juicio político para destituir al vocal titular Fausto Murillo sugiere una posible conexión entre los eventos y su posterior salida, planteando interrogantes sobre su papel en el entramado de influencias y corrupción que rodea al caso Purga.

“Pagaron el piso, le pagan la mano de obra, y le perjudican con $ 30 millones a la empresa Metropolitana. Una entidad pública favoreciendo a un grupo de delincuencia organizada dentro de la administración de justicia. Y es que esto no queda ahí, también con la participación de la exvocal suplente del Consejo de la Judicatura (CJ) y que renunció hace un par de días. Ella fue la operadora en este caso”
Diana Salazar, Fiscal General del Estado

De acuerdo con Fiscalía General del Estado  la implicación de Elsy Celi en el caso Purga arroja luz sobre la complejidad y la gravedad de las acusaciones de corrupción dentro del sistema judicial ecuatoriano. Su presunta participación como operadora dentro de una red de influencias y favores ilícitos revela la profundidad de los problemas sistémicos que enfrenta la administración de justicia en el país. La renuncia estratégica de Celi en medio de un contexto político tenso, marcado por el juicio político a Fausto Murillo, sugiere una posible maniobra para evitar la exposición pública de sus actividades ilícitas. Su conexión con otros actores clave, como Mayra Salazar. y el juez penal Guillermo Valarezo, sugiere una red de complicidades que apuntan a un entramado más amplio de corrupción que afecta la integridad del sistema judicial ecuatoriano. La revelación de su papel en el caso Purga plantea desafíos significativos para la lucha contra la corrupción y la restauración de la confianza en las instituciones judiciales del país.

### Daniel Salcedo y la banda de los Lobos en elCaso Villavicencio
El 10 de agosto de 2023, Daniel Salcedo se vio involucrado en un intrigante episodio, según la versión presentada por la Fiscalía. En esa fecha, el acusado solicitó a Mayra Salazar, a través de un intercambio de mensajes, que difundiera en las redes sociales un video atribuido al grupo denominado "GDO Los Lobos". En dicho material audiovisual, Los Lobos se pronunciaban sobre el reciente asesinato de Fernando Villavicencio, ocurrido un día antes. La fiscal, durante la audiencia, compartió un fragmento del audio, donde una voz identificada como parte de Los Lobos expresaba el rechazo al asesinato del candidato a la Presidencia, señor Fernando Villavicencio, y desmentía su implicación en actos violentos contra el Gobierno o civiles. La instrucción de Salcedo a Mayra Salazar, según la fiscal, fue clara: "Para que se haga viral... suba a las redes". La respuesta de Salazar, registrada en los mensajes, reveló un tono irónico: "Jajaja Vea eso, ahora soy lobo. En este momento se lo subo". La fiscal subrayó que el video fue generado desde el teléfono y usuario de Daniel Salcedo, consolidando así su presunta conexión con este peculiar suceso.
Durante la audiencia, la fiscal presentó este video como un elemento clave para respaldar la investigación en curso sobre los presuntos autores intelectuales detrás del asesinato de Fernando Villavicencio. La versión ofrecida por la fiscalía sugiere que Salcedo buscaba una amplia difusión del video, posiblemente con el propósito de influir en la percepción pública del trágico evento y desviar la atención de las autoridades. La utilización de los Lobos como medio de expresión, según la fiscalía, añade una capa adicional de complejidad a un caso que ya de por sí es intrigante y plantea interrogantes sobre los posibles motivos y conexiones detrás de este acto violento.
En última instancia, la información proporcionada en la audiencia por la fiscal arrojó luz sobre la participación de Daniel Salcedo en la divulgación del video, presentando un elemento sustancial que ahora forma parte de la investigación más amplia que busca desentrañar las circunstancias que rodean el asesinato de Fernando Villavicencio.

### Mayra Salazar y las Manipulaciones en el Sistema Judicial
Mayra Salaza, inicialmente conocida por su detención en el caso Metástasis y por ser pareja de Leandro Norero, según la acusación presentada, operaba un "troll center" diseñado para favorecer a Pablo Muentes, difundiendo mensajes por encargo. Además, habría adquirido conocimientos sobre el sistema de sorteo de causas, utilizando esta información en su propio beneficio. El expediente que sustenta estas afirmaciones contiene, entre otras pruebas, las conversaciones de WhatsApp extraídas del teléfono de Mayra Salazar. Según la Fiscal, estas conversaciones ilustran, por ejemplo, un acercamiento entre la jueza Gallardo y el abogado de 'Fito', con la intención de favorecerlo en un caso que buscaba liberarlo de 'La Roca'. Dichos intercambios también revelarían comunicaciones entre Mayra Salazar y Daniel Salcedo, otro acusado en los casos Metástasis y corrupción hospitalaria. La Fiscalía sostiene que en estos chats, Salazar informaba sobre los "arreglos en los sorteos de las causas judiciales", involucrando al exvocal de la Judicatura, Xavier Muñoz, también procesado en el caso Independencia Judicial.
Las pruebas presentadas por la Fiscalía arrojan luz sobre la compleja red de influencias y manipulaciones en la que Mayra Salazar habría estado involucrada. La capacidad de dirigir un "troll center" destinado a beneficiar a Muentes resalta la extensión de su supuesto papel en prácticas que distorsionaban la integridad del sistema judicial. Las conversaciones de WhatsApp no solo revelan las presuntas conexiones de Salazar con la jueza Gallardo y el abogado de 'Fito', sino que también sugieren una coordinación activa con Daniel Salcedo en la manipulación de los sorteos judiciales. Estos elementos, presentados como parte del expediente, alimentan las sospechas de la Fiscalía en torno a la posible complicidad de Salazar en prácticas judiciales corruptas y sus vínculos con otros actores involucrados en casos de relevancia nacional.
En última instancia, el contenido de las conversaciones de WhatsApp desentraña una trama intrigante donde la figura de Mayra Salazar emerge como un eslabón clave en la presunta manipulación del sistema judicial. Los detalles específicos sobre los "arreglos en los sorteos de las causas judiciales", señalados por la Fiscalía, añaden una dimensión adicional a la complejidad del caso, resaltando la necesidad de un análisis minucioso para desentrañar completamente las prácticas corruptas que podrían haber afectado el funcionamiento de la justicia. En el celular de Mayra Salazar las conversaciones van desde ofertas de negocio para Los Lobos hasta cómo ingresar al tráfico de drogas, ella mantiene una orden de prisión preventiva dentro del caso Metástasis, la cual cumple en la Casa de Confianza de Chillogallo, ubicada en el sur de Quito.

### Jueces detenidos llevaron procesos de Norero, Ruales y Roldán
Entre los procesos que lideraron los hoy detenidos se encuentran los casos de Leandro Norero, Efraín Ruales y Junior Roldán. En el epicentro del caso Purga, las salas de la Corte de Justicia de Guayas han presenciado procesos judiciales de significativa trascendencia nacional, abarcando desde políticos hasta conocidos narcotraficantes. Estos casos, en su mayoría dirigidos por el ahora cuestionado juez Reinaldo Cevallos, han puesto de manifiesto la complejidad de la justicia en la provincia. Entre los implicados, se destaca el líder de Los Choneros, Leandro 'El Patrón' Norero, y sus aliados 'Fito' y 'JR', quienes buscaron medidas cautelares para salir de prisión, así como el exlegislador socialcristiano Pablo Muentes, detenido por delincuencia organizada derivada del caso Metástasis.
El juez Johan Marfetán Medina de la Corte Provincial de Justicia de Guayas tuvo un papel clave en la apelación a la prisión preventiva de Israel Norero, hermano de 'El Patrón'. Su nombre apareció en los chats de Leandro Norero con sus familiares, y en 2015, Marfetán fue suspendido junto a otros dos magistrados por revocar una sentencia condenatoria en un caso de sicariato. En otro frente, el caso de corrupción hospitalaria que involucró al juez Reinaldo Cevallos Cercado, de la Sala Penal de la Corte Provincial de Justicia del Guayas, se centró en la compra con sobreprecio de fundas para cadáveres e insumos en el Hospital de Los Ceibos del Seguro Social por parte de Daniel Salcedo. El despacho de Cevallos Cercado fue allanado en 2023 en una investigación por presunto prevaricato, y en agosto del mismo año, la Sala Penal, que integraba el juez, falló a favor del narcocriminal Adolfo Macías, alias 'Fito', impidiendo su traslado a otro lugar que no fuera la Cárcel Regional de Guayaquil. El Consejo de la Judicatura deploró en 2014 el hallazgo de armas de grueso calibre en el domicilio del juez Cevallos Cercado, elementos prohibidos por ley.

### Pedro Moreira acusado de prevaricato
Pedro Moreira, exjuez de garantías penitenciarias, enfrenta acusaciones de prevaricato por parte de la Fiscalía General del Estado. La entidad sostiene que Moreira habría otorgado ilegalmente un habeas corpus en favor de Junior Roldán, conocido como Junior, quien fue posteriormente asesinado en mayo de 2023 en Colombia. En abril de 2022, el Consejo de la Judicatura puso fin al nombramiento temporal de Moreira después de conceder el recurso legal en favor del líder de Los Choneros. Durante la audiencia oral, Moreira anunció parcialidad en la concesión del recurso, ordenando el traslado de Roldán a una casa de salud. Sin embargo, en el fallo escrito, le otorgó arresto domiciliario. Pablo Ramírez, exdirector del Servicio Nacional de Atención Integral, presentó una queja ante la Judicatura de Guayas para la suspensión de Moreira, quien figura entre los implicados en el caso Purga. Este proceso investiga la presunta manipulación de beneficios a favor de grupos criminales, involucrando a exmiembros de la Corte Provincial, jueces.

### Hugo González Vinculado a Red de Corrupción en Caso 'Purga'
La Fiscal Diana Salazar anunció la vinculación del entonces presidente de la Corte Provincial de Justicia del Guayas, Hugo Manuel González Alarcón, con el caso "Purga". Este escándalo, que resultó en la detención de destacadas figuras como el exasambleísta Pablo Muentes y siete jueces, incluida la expresidenta Fabiola Gallardo Ramia, destapó una red de corrupción destinada a manipular la administración de justicia en la provincia. González, quien asumió la presidencia en enero de 2024, fue señalado por la fiscal Salazar como parte de la estructura criminal que buscaba mantener el control de la Corte Provincial.
Durante la audiencia de formulación de cargos, la fiscal Salazar proporcionó detalles sobre los roles de los acusados, resaltando la colaboración de Pablo Muentes en la manipulación de sumarios administrativos contra Gallardo. Salazar comentó irónicamente sobre Muentes como un "buen padre y buen líder de la estructura criminal". Según la fiscal, la visión delictiva del grupo apuntaba a perdurar en el tiempo, buscando controlar las futuras administraciones de la Corte. La conexión de González con la gestión de Muentes, a través de Mercedes Leonor Villarreal y Saúl Mero, reveló la complejidad de la trama corrupta que incluso implicó la implementación del timbre electrónico como parte de su estrategia. La Fiscalía presentó evidencia, incluyendo chats, que revelaron que Muentes daba instrucciones a Mayra Salazar sobre la campaña, regalos y mensajes, ampliando así la red de implicados en el caso "Purga" y evidenciando la profundidad de la corrupción en la administración judicial de Guayas.
El exasambleísta Pablo Muentes y Mayra Salazar trabajaron intensamente para ubicar a Hugo González como presidente de la Corte del Guayas, el 8 de marzo del 2024 después de una persistente presión mediática para obtener alguna respuesta sobre las acusaciones formuladas por la Fiscalía, Hugo González presentó su renuncia al cargo para enfrentar las acusaciones en su contra.

### Habeas corpusde Junior Roldán
Desde 2009, Junior Roldán, segundo al mando de Los Choneros, acumuló 10 sentencias condenatorias sumando 83 años de prisión, incluyendo cargos por asesinato, delincuencia organizada, daño a bien ajeno e ingreso de artículos prohibidos a la cárcel. A pesar de su extenso historial delictivo, en 2019 un juez penitenciario en Cuenca redujo su condena a 35 años, programada hasta julio de 2043. Posteriormente, obtuvo prelibertad en diciembre de 2022 por buena conducta, pero tras un incidente armado fue detenido nuevamente. Un cambio de fiscal y un nuevo habeas corpus llevaron al sobreseimiento del caso. El 14 de febrero de 2023, fue liberado con un grillete para cumplir el resto de su condena, pero en marzo sufrió un atentado en El Triunfo, retiró el grillete y fue declarado prófugo. Las autoridades colombianas confirmaron su muerte el lunes, poniendo fin a la saga de Roldán.
Guillermo Valarezo Coello, juez de la Corte Provincial de Justicia de Guayas, participó en la sala penal que en 2022 revocó el habeas corpus a favor del narcotraficante Junior Roldán. Este último, líder de la banda criminal Los Águilas, buscaba obtener arresto domiciliario o ser trasladado a una casa de salud antes de ser asesinado. Estos eventos judiciales de gran relevancia resaltan la complejidad y los desafíos que enfrenta el sistema judicial en la provincia de Guayas.

## Corrupción y manipulación judicial de Pablo Muentes

### Muentes contra el Banco del Pacífico
La disputa legal entre Pablo Muentes y el Banco del Pacífico, relacionada con un préstamo de USD 314.800 otorgado en 1998, añadió un elemento de complejidad al panorama judicial. La entidad financiera acusó a Muentes de falsificar 13 notas de pago del crédito, alegación que el político negó. El caso se hizo público en 2019 cuando Muentes interpuso un habeas data para que el banco registrara la cancelación de su deuda, evento que estuvo bajo la supervisión del entonces juez de primera instancia, Reinaldo Cevallos, quien más tarde fue detenido en relación con el caso Purga. A pesar del malestar de Muentes, Cevallos acogió el pedido del político y ordenó al banco aceptar el pago, aunque la entidad no registró la transacción en sus asientos contables. Este polémico fallo provocó la promoción de Cevallos como juez de la Corte Provincial de Justicia del Guayas.
Según la investigación de la Fiscalía General del Estado en el Caso Purga, se reveló que Pablo Muentes, exasambleísta del Partido Social Cristiano, lideró un entramado de delincuencia organizada para influenciar la administración de justicia en Guayas a su favor. Su papel como uno de los líderes de la organización delictiva se destaca en las acciones que, supuestamente, comprometieron la integridad legal en la provincia.
En el informe publicado por la Fiscalía, se indicó que Muentes y su esposa, Mónica Álvarado, se beneficiaron de fallos judiciales que les otorgaron una indemnización de casi USD 3,9 millones del Banco del Pacífico, alegando daños causados. Este beneficio se originó a partir de una acción de habeas data contra la institución bancaria, donde supuestamente presentaron documentos falsos y adulterados para respaldar el pago de préstamos recibidos en 1989 y 1999. En este contexto, Nelson Mecías Ponce Murillo y Ramos Alberto Lino Tumbaco, jueces de lo civil en Guayas, formaron parte del Tribunal Provincial que examinó el juicio de falsedad de instrumentos privados interpuesto por el Banco del Pacífico. A pesar de las irregularidades presentadas por Muentes y su esposa, el Tribunal, mediante votos mayoritarios, rechazó el recurso y ratificó la decisión de la jueza de primer nivel, declarando sin lugar la demanda de la entidad bancaria y beneficiando al exasambleísta con cerca de USD 4 millones mediante presunto tráfico de influencias, cohechos y prevaricatos.
En el caso judicial en curso de Pablo Muentes contra el Banco del Pacífico, según Ricardo Noboa, abogado del banco, la sentencia obtenida en el habeas data es inejecutable. Muentes incumplió con el pago de una deuda con el banco y trató de respaldar el presunto pago con doce notas de crédito que tanto la fiscalía como el banco consideran falsas.

### Muentes implicado en apropiación irregular de terrenos
En el marco del Caso Purga, una investigación liderada por la Fiscalía General del Estado revela que Fausto Alfonso Alarcón Gómez, primo de Pablo Bolívar Muentes, exasambleísta del Partido Social Cristiano (PSC), habría obtenido ilegalmente 12 hectáreas de terreno en Durán, provincia de Guayas. Se señala que Alarcón Gómez se benefició de recursos de 'habeas data' para adquirir un predio valorado en USD 200 mil, sin respaldo documental que avale la transacción. La trama de corrupción involucra la intervención de Muentes en decisiones judiciales y la supuesta manipulación de fichas registrales. La investigación destaca la falta de ingresos proporcionales a la adquisición inmobiliaria por parte de Alarcón Gómez, cuya actividad económica era la venta de sánduches. La jueza, mediante un habeas data correctivo, eliminó la ficha catastral original y legitimó la del primo del exasambleísta, a pesar de carecer de sustento documental.
Durante la audiencia de formulación de cargos, la fiscal Diana Salazar denominó a los primos como "el dúo Muentes Alarcón". A pesar de que Muentes no tiene propiedades a su nombre, la fiscalía lo señala como el testaferro de Alarcón, quien, según la Unidad de Análisis Financiero, posee alrededor de nueve bienes inmuebles sin movimientos bancarios significativos.Alarcón, gerente general de varias empresas, incluyendo El Sanduchoncorp, Cafechonero y Pigucord, ha declarado cero impuesto a la renta desde 2017, a pesar de su posición empresarial.
La adquisición de un terreno de 12 hectáreas en el cantón Eloy Alfaro, Durán, ha expuesto prácticas corruptas en notarías y revelado la capacidad de individuos con bajos ingresos para comprar propiedades de alto valor, sin la debida supervisión de las autoridades. En un caso emblemático, Eric Ramírez, ciudadano ecuatoriano-estadounidense, enfrentó intentos de invasión en 2014 y se encontró con una situación irregular al intentar vender su terreno en 2022. El certificado de avalúo reveló que el lote estaba a nombre de Fausto Alfonso Alarcón Gómez, vinculado a diversas actividades societarias. Alarcón, supuestamente, logró adquirir propiedades por un total de 200 mil dólares, a pesar de su aparente bajo ingreso mensual en la empresa El Sanduchón Corp. Además, se descubrieron fichas catastrales falsas y transacciones sospechosas en notarías, generando interrogantes sobre la legalidad de las operaciones. Eric Ramírez ha iniciado acciones legales contra la jueza Andrea Patiño, así como cuestionamientos a fiscales y policías involucrados en el caso.
Los primos Muentes Alarcón habrían obtenido fallos ilegales mediante habeas data falsos, con Muentes involucrado con el Banco del Pacífico y Alarcón con un terreno de 12 hectáreas en Durán, según la Fiscalía. La adquisición de este terreno por parte de Alarcón se habría realizado con documentación falsa y sin respaldos que legitimen la compraventa del bien inmueble perteneciente a la familia Ramírez.

## Mercedes Villareal evita detención en el caso Purga
La Fiscalía General del Estado planeaba allanar y detener a trece personas, incluida Mercedes Leonor Villareal Vera, exdirectora provincial de Control Disciplinario del Consejo de la Judicatura en Guayas, en relación con el caso Purga. Sin embargo, antes de los allanamientos, Villareal ya había salido del país con destino a España, evitando así su detención. La investigación se centra en un presunto "grupo criminal" liderado por el exasambleísta socialcristiano Pablo Muentes, la expresidenta de la Corte Provincial de Justicia del Guayas Fabiola Gallardo, y el juez penal del Guayas Johan Marfetán. La estructura buscaba influir en el sistema de justicia para obtener fallos favorables en casos de interés, generando beneficios económicos y materiales. Aunque a Mercedes Villareal Vera. no se le imputaron cargos por delincuencia organizada en el caso Purga, la fiscal general, Diana Salazar, la mencionó significativamente durante la formulación de cargos contra los detenidos.
Mercedes Villareal Vera está vinculada a la investigación debido a su presunta participación en el archivo de sumarios administrativos mantenidos por Fabiola Gallardo. Según la teoría de la Fiscalía, el poder político, representado por Pablo Muentes, buscaba mantener a los miembros de la estructura "inmunes a sanciones administrativas" para asegurar el control de la Función Judicial en Guayas. El presidente actual de la Judicatura, Álvaro Román, confirmó que Villareal fue destituida de su cargo después de que se descubriera que archivó sumarios con declaración jurisdiccional previa, procesos que implicaban la destitución de funcionarios. Al menos dos de los cuatro sumarios administrativos fueron archivados por la exdirectora del Control Disciplinario del Consejo de la Judicatura en Guayas.

### Movimiento administrativo de jueces
Mercedes Villareal Vera enfrenta acusaciones adicionales según la Fiscalía, relacionadas con su presunta participación en cambios administrativos de jueces que no respaldaban los objetivos judiciales de la estructura delictiva. Uno de los casos mencionados es el traslado del juez Ulises Manuel Torres, quien se negó a fallar a favor de los intereses en el caso Banco del Pacífico. Pablo Muentes habría solicitado a Fabiola Gallardo y a Mercedes Villareal su traslado mediante una acción administrativa. El nuevo juez designado, Alberto Lino Tumbaco, supuestamente fue asignado específicamente para ratificar el fallo deseado en el caso mencionado. Villareal fue nombrada durante la administración del expresidente del Consejo de la Judicatura, Wilman Terán, y fue posteriormente separada de su cargo por Álvaro Román, quien asumió el cargo tras la detención de Terán en el caso Metástasis. La nueva mayoría de la Judicatura estaba compuesta por los vocales Fausto Murillo y Yolanda Yupangui.

### Chats entre Mayra Salazar y Dalo Bucaram en el Caso Purga
La continua revelación de los chats del caso Purga ha traído a la luz una conversación entre Mayra Salazar, exrelacionista pública de la Corte de Justicia de Guayas, y Dalo Bucaram, excandidato presidencial. Según las declaraciones de la Fiscalía General del Estado, Salazar habría desempeñado un papel de 'operadora' en la red del caso Metástasis, facilitando beneficios judiciales para individuos como el narcotraficante Leandro Norero y figuras políticas. Además, estas conversaciones han dado lugar a otro caso denominado Purga, que investiga presuntas redes de corrupción en organismos judiciales en Guayas.
En uno de los chats específicos, el número 2.616, extraído del celular de Salazar, se evidencia un diálogo entre ella y Bucaram respecto a un caso mediático durante la pandemia. Este caso involucra a Noé Salcedo y Abraham Muñoz, este último fallecido en 2021 durante una revuelta carcelaria y acusado de vender el medicamento Actemra durante la crisis del Covid-19. Salcedo, a su vez, es hermano de otro procesado en el caso Metástasis, Daniel Salcedo. Posteriormente, Bucaram comparte con Salazar otro proceso judicial relacionado con una influencer de Guayaquil, en el cual la implicada ya habría hablado con Salazar previamente. Estos intercambios revelan una cercanía entre Bucaram y Salazar en relación con asuntos judiciales y mediáticos.
En los chats, Bucaram y Salazar muestran una relación amistosa y se citan en varias ocasiones para discutir asuntos en privado. Aunque por razones de agenda, muchas veces estas reuniones no se concretan. Se mencionan intercambios de regalos, como cuando Bucaram menciona tener "un par de temitas" para Salazar luego de un viaje. Además, Bucaram, envuelto en un caso de delincuencia organizada en el IESS que no avanzó, comparte con Salazar detalles de otros procesos judiciales, buscando la ayuda de la Corte para los implicados. Estos diálogos quedaron registrados entre julio y noviembre de 2023, arrojando luz sobre la dinámica entre figuras políticas y judiciales en Ecuador.